# Port de Ningbo-Zhoushan
Le port de Ningbo-Zhoushan est un port chinois, créé en 2006 par la réunion sous la même autorité des deux ports voisins de Ningbo et de Zhoushan. Il est situé dans la province du Zhejiang, sur la côte de la mer de Chine orientale, au sud de la baie de Hangzhou, face à Jiaxing et Shanghai.
L'autorité portuaire a annoncé un trafic conteneurs de 35,301 millions d'EVP en 2024 (2e port chinois et 3e port mondial) et un trafic total de 399,250 millions de tonnes de marchandises, dont 53,32 Mt de minerai de fer et 53,86 Mt de pétrole brut. En 2014, la hausse du trafic conteneurs permet au port de Ningbo-Zhoushan de dépasser celui de Busan pour devenir le 5e du monde. En 2016, il devient le premier port mondial en volume de marchandises (plus de 900 millions de tonnes)[réf. souhaitée].